# Bernardyn z Portogruaro
Bernardyn z Portogruaro OFM lub Giuseppe Dal Vago (ur. 15 stycznia 1822 w Portogruaro we Włoszech, zm. 7 maja 1895 w Quaracchi koło Florencji) – włoski franciszkanin, Sługa Boży Kościoła katolickiego, generał założonego przez św. Franciszka z Asyżu zakonu (lata 1869–1889), stróż pieczęci zakonu franciszkańskiego, teolog, arcybiskup.

## Życiorys
Przyszedł na świat w rodzinie Antoniego Dal Vago i Nikoletty Antoniny Barbarigo. Ojciec był aptekarzem. Bernardyn Dal Vago ukończył Kolegium św. Katarzyny i Liceum Foscarini w Wenecji. W listopadzie 1839 wstąpił do franciszkanów. W 1844 został wyświęcony na kapłana przez patriarchę Wenecji kardynała Giacomo Monico. Wykładał teologię. Mając 33 lata został wybrany na prowincjała weneckiej prowincji reformatów. W 1862 został prokuratorem generalnym tej gałęzi braci mniejszych. Papież Pius IX mianował go 19 marca 1869 generałem całego zakonu franciszkańskiego.
Okres jego generalatu był szczególnie delikatny i ważny dla rozwoju ruchu franciszkańskiego. Po okresie kasat na terenie Italii (1867, za rządów Urbano Rattazziego) i w innych krajach (Prusy 1871–1875, Francja 1880) należało zadbać o stworzenie nowych centrów studiów franciszkańskich, zreorganizować strukturę zakonu i stworzyć nowe prawodawstwo, które regulowałoby dyscyplinę w międzynarodowej wspólnocie.
W czasie pełnienia urzędu generała zakonu Bernardyn z Portogruaro odwiedził Austrię, Bośnię, Polskę, Węgry, Wielką Brytanię, Irlandię, Hiszpanię, i Portugalię. Założył w 1877 Kolegium św. Bonawentury w Quaracchi koło Florencji (w 1970 przeniesiono je do Grottaferrata) oraz w 1887 rzymski Uniwersytet Antonianum. Był ojcem duchownym wielu założycielek zgromadzeń żeńskich na terenie Włoch. Wraz z o. Fedele di Fanna założył czasopismo urzędowe Zakonu Braci Mniejszych Acta Ordinis Minorum (dzisiaj Acta Ordinis Fratrum Minorum). Przygotował nowy tekst Konstytucji Generalnych Braci Mniejszych, który został przyjęty na kapitule w 1889. Szczególną troską otaczał Kustodię Ziemi Świętej.
Kilkakrotnie odmawiał nominacji biskupiej i kardynalskiej. Z woli jednak Leona XIII został konsekrowany na arcybiskupa tytularnego 18 września 1892 przez kardynała Lucido Marię Parocchiego w bazylice św. Antoniego w Rzymie.
Zmarł w Quaracchi 7 maja 1895. Jego doczesne szczątki zostały przeniesione do Wenecji w listopadzie 1960. Od 1961 znajdują się w klasztorze minorytów na wyspie San Francesco del Deserto. W 1919 został wszczęty proces beatyfikacyjny. Ojciec Bernardyn z Portogruaro uważany jest za reformatora i odnowiciela Zakonu Braci Mniejszych.